# Rödgult ängsfly
Rödgult ängsfly (Oligia fasciuncula) är en fjärilsart som beskrevs av Adrian Hardy Haworth 1809. Rödgult ängsfly ingår i släktet Oligia och familjen nattflyn. Arten är reproducerande i Sverige. Inga underarter finns listade.

## Bildgalleri

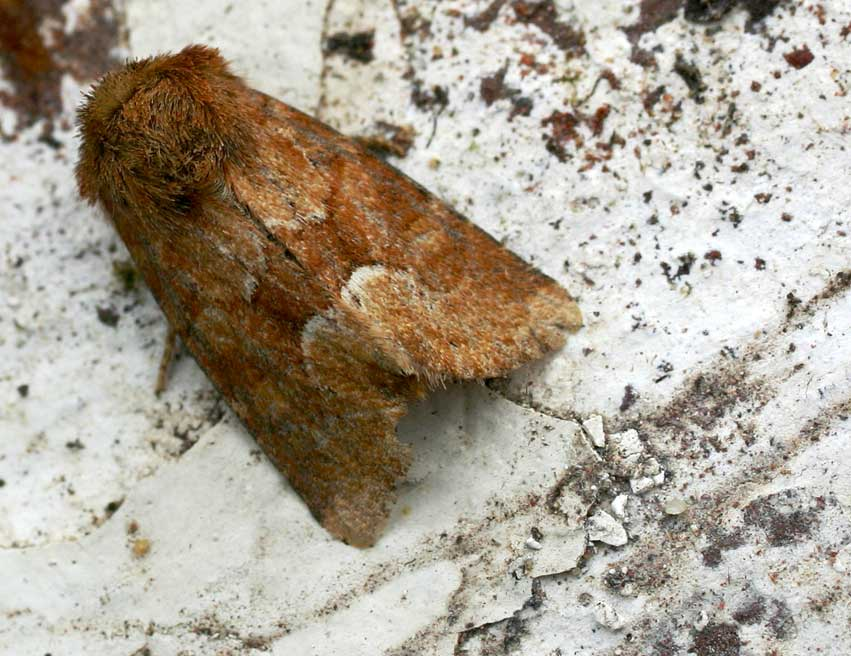